# Diospyros balansae
Diospyros balansae là một loài thực vật có hoa trong họ Thị. Loài này được Guillaumin mô tả khoa học đầu tiên năm 1922.